# Tužice
Tužice là một làng thuộc huyện Klatovy, vùng Plzeňský, Cộng hòa Séc.